# Oleksandr Kwitaschwili

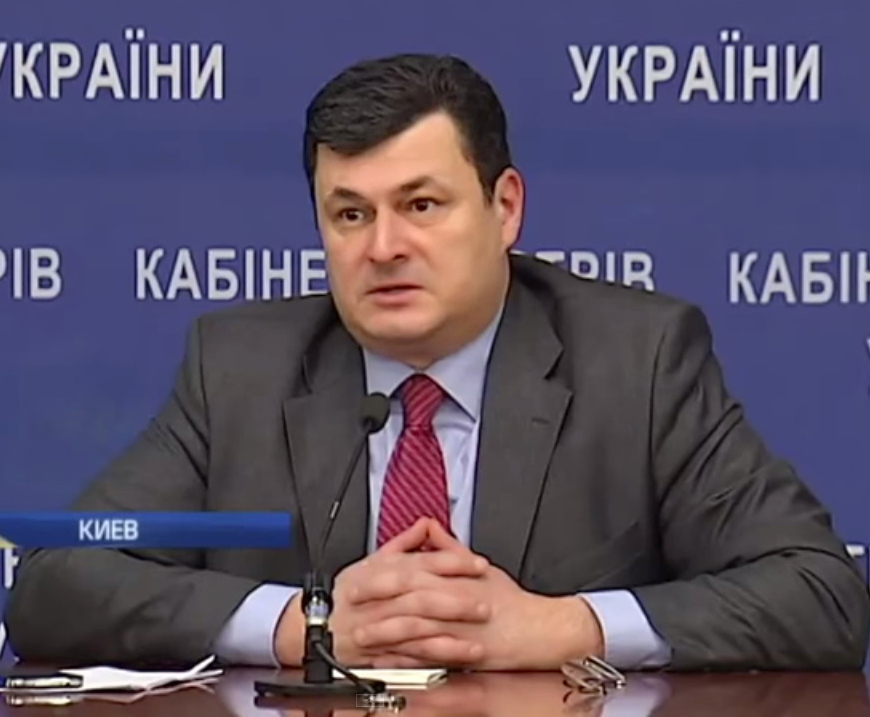
Oleksandr Kwitaschwili im Februar 2015

Oleksandr Kwitaschwili (ukrainisch Олександр Квіташвілі, eigentlich Aleksandre Kwitaschwili, georgisch ალექსანდრე [სანდრო] კვიტაშვილი; * 15. November 1970 in Tiflis, Georgische SSR) ist ein georgisch-ukrainischer Manager und Politiker. Er war zwischen 2008 und 2010 Gesundheitsminister von Georgien und vom 2. Dezember 2014 bis zum 14. April 2016 Minister für Gesundheitsschutz der Ukraine.

## Leben
Kwitaschwili schloss 1992 ein Studium an der Fakultät für Geschichte der Staatlichen Universität Tiflis mit einem Abschluss in „Zeitgeschichte Europas und der Vereinigten Staaten“ mit Auszeichnung ab. 1993 erhielt er an der Robert F. Wagner-Hochschule für öffentliche Verwaltung der New York University einen Master-Abschluss in öffentlicher Verwaltung.
Er war zwischen dem 31. Januar 2008 und dem 31. August 2010 Minister für Gesundheit, Arbeit und Soziales von Georgien und vom 27. Dezember 2010 bis zum 12. Juni 201 Rektor der Staatlichen Universität Tiflis. Am 2. Dezember 2014 erhielt Oleksandr Kwitaschwili die ukrainische Staatsbürgerschaft und wurde am selben Tag zum Gesundheitsminister der Ukraine im zweiten Kabinett Jazenjuk ernannt. Das Amt des Gesundheitsministers wurde nach einer Kabinettsumbildung zum Kabinett Hrojsman nicht neu vergeben und so endete seine Amtszeit am 14. April 2016.